# IC 1774
IC 1774 — галактика типу SBcd () у сузір'ї Овен.
Цей об'єкт міститься в оригінальній редакції індексного каталогу.